# Старая Тепловка
Старая Тепловка — река в России, протекает в Бузулукском районе Оренбургской области. Устье реки находится в 22 км по левому берегу реки Ток. Истоки находятся к юго-востоку от одноименного села. Длина реки составляет 11 км.

## Данные водного реестра
По данным государственного водного реестра России относится к Нижневолжскому бассейновому округу, водохозяйственный участок реки — Самара от Сорочинского гидроузла до водомерного поста у села Елшанка, речной подбассейн реки — Подбассейн отсутствует. Речной бассейн реки — Волга от верховий Куйбышевского вдхр. до впадения в Каспий.
По данным геоинформационной системы водохозяйственного районирования территории РФ, подготовленной Федеральным агентством водных ресурсов:
- Код водного объекта в государственном водном реестре — 11010001012112100007188
- Код по гидрологической изученности (ГИ) — 112100718
- Код бассейна — 11.01.00.010
- Номер тома по ГИ — 12
- Выпуск по ГИ — 1